# Paradiso in vendita
Paradiso in vendita è un film del 2024 diretto da Luca Barbareschi.

## Trama
Il governo italiano decide di vendere un'isola della Sicilia alla Francia. Viene quindi mandato un ambasciatore francese per cercare di chiudere l'accordo.

## Distribuzione
Il film è stato distribuito nelle sale cinematografiche italiane il 24 luglio 2025, dopo essere stato presentato in anteprima alla Festa del Cinema di Roma 2024 nella sezione "Progressive Cinema".